# Манифест 17 октября 1905 года
Высоча́йший Манифе́ст об усоверше́нствовании госуда́рственного поря́дка (Октя́брьский манифе́ст) — законодательный акт Императора Всероссийского, обнародованный 17 (30) октября 1905.
Был разработан С. Ю. Витте по поручению Императора Николая II в связи с непрекращающейся «смутою». В октябре в Москве началась забастовка, которая охватила всю страну и переросла во Всероссийскую октябрьскую политическую стачку. 12—18 (25—31) октября в различных отраслях промышленности бастовало свыше 2 миллионов человек. Эта всеобщая забастовка и, прежде всего, забастовка железнодорожников, и вынудили императора пойти на уступки.

## Историческое значение

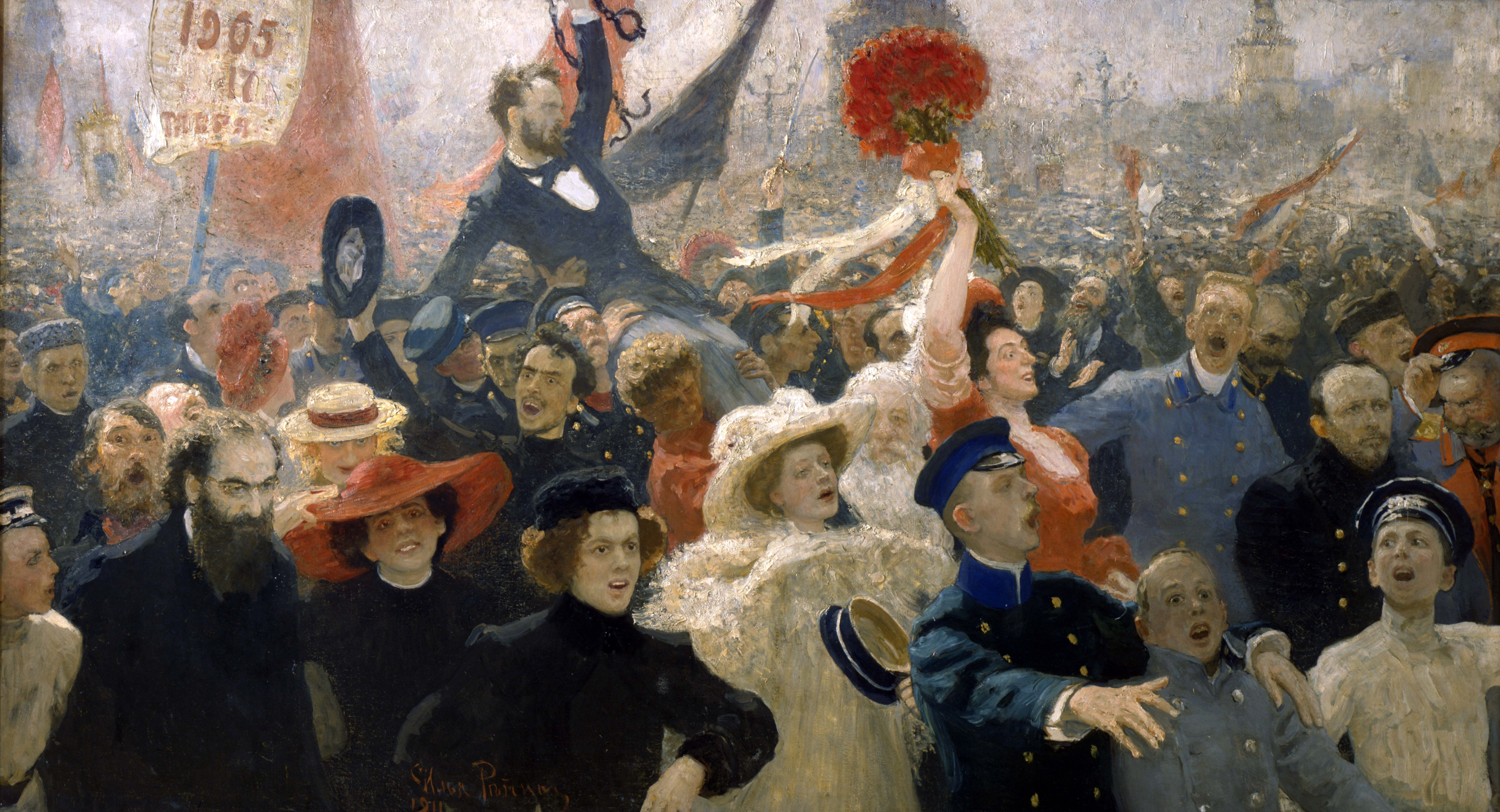
Илья Репин. 17 Октября 1905

Историческое значение Манифеста заключалось в распределении прежде единоличного права Российского Императора (см. Самодержавие) на законодательную инициативу между собственно монархом и законодательным (представительным) органом — Государственной Думой.
Манифест учреждал парламент, без одобрения которого не мог вступать в силу ни один закон. В то же время за Императором сохранялось право распускать Думу и блокировать её решения своим правом вето. Впоследствии Николай II не раз пользовался этими правами.
Также Манифест провозглашал и предоставлял политические права и свободы, такие как: свобода совести, свобода слова, свобода собраний, свобода союзов и неприкосновенность личности.
В результате принятия манифеста Императором были внесены изменения в Основные государственные законы Российской империи, которые фактически стали прообразом первой российской конституции.

## Вспышка насилия
Антиправительственные и антимонархические выступления, сопровождавшие Первую русскую революцию, привели к массовым еврейским погромам — 690 погромов в 660 населенных пунктах. В результате столкновений по меньшей мере 1600 человек погибло и 3500 было искалечено.
При этом, погромы не всегда имели исключительно этническую направленность — их жертвами становились прежде всего интеллигенты, студенты — все те, к кому подходило определение «демократ», ненавистное для консервативной толпы. Исследователь истории этого противостояния историк М. Л. Размолодин полагал, что насилие стало возможным из-за самоустранения местных властей от выполнения своих функций — причиной тому была полная растерянность местных и центральных властей.
Манифест подготавливался в полной тайне, на места не было послано никаких предуведомлений, а после опубликования Манифеста — никаких разъяснений. Даже министр внутренних дел узнал о нём «одновременно с прочими обывателями». Губернаторы и полицмейстеры, не зная, как вести себя в новых, небывалых условиях, не решались отдавать запретительные приказы, не зная, можно ли запрещать что-то в условиях «конституции», и слали запросы в столицу. Столичные чиновники также не были проинструктированы и отвечали с опозданиями в несколько дней. Как противовес революционным демонстрациям некоторые сановники, страшась запретить их, решили организовывать контрреволюционные демонстрации, иногда даже возглавляя последние.

## Языковая политика
Эмсский указ 1876 года запретил ввозить в Российскую Империю книги на любых языках без предварительного разрешения. 18 февраля 1905 года общее собрание Академии наук одобряет записку комиссии в составе академиков Алексея Шахматова, Александра Лаппо-Данилевского, Сергея Ольденбурга и других «Об отмене стеснений малорусского печатного слова». В результате запрет на издание книг на украинском языке был отменен. Высочайший манифест 17 октября 1905 года, который разработал министр Сергей Витте по приказу Николая II, отменил Эмсский указ в связи с непрекращающейся «смутою» в малороссийском регионе.

## Другие последствия
Вскоре после объявления Манифеста в Россию нелегально вернулись многие видные социал-демократы: Дейч, Засулич, Ленин, Парвус, Троцкий и др.